# متحف الدكتور فواز الأزكي للجيولوجيا
متحف الدكتور فواز الأزكي للجيولوجيا (بالأنكليزية: Dr. Fawaz Azki Geological Museum) وهو متحف خاص قام بانشائه الجيولوجي فواز الأزكي.

## سبب إنشاء المتحف
من أحد أسباب إنشاء المتحف محاولة العالِم توثيق المنطقة جيولوجياً وافادة أكبر عدد ممكن من الباحثين والطلاب والمهتمين بالمجال الجيولوجي (مستحاثات، منيرالات، صخور)، حيث قام العالم بتحويل منزله الواقع في قسمين الواقعة شرق مدينة اللاذقية على بعد 20كم إلى أول متحف جيولوجي في سوريا وذلك خلال صيف 2002م.
جميع ما في المتحف من بناء ومجسمات كانت من تصميم وبناء فواز الأزكي، وقد اختار حجارة البناء من السلسلة الساحلية السورية اثناء جولاته الحقلية، وقد استغرق تحويل منزله إلى متحف حوالي 17 شهراً.

## أقسام المتحف
ينقسم المتحف إلى جزئين:
- متحف الهواء الطلق: وتبلغ مساحته 1500 متراً مربعاً، ويحتوي على عينات ضخمة لجميع الصخور الموجودة في سوريا (أكثر من ستين عينة) تبلغ أبعادها بين 50سم و 200سم وتبلغ أوزانها بين 75كغ و 1500كغ، ولقد تم وضع هوية على كل عينة كتب عليها اسمها ومصدرها وتركيبها.

بانوراما الديناصورات: قام فواز الأزكي بتصميم وتنفيذ ديناصور عاشب بطول 23م وارتفاع 7م وهو أضخم ديناصور سيطر على سطح الأرض في العصر الجوراسي، وديناصور آخر لاحم بطول 8م وارتفاع 3م ويلقب بالريكس ويعد آخر ديناصور منقرض في نهاية الطباشيري من 65 مليون سنة، وهو من أشرس الديناصورات التي وجدت على الأرض، بالإضافة إلى الديناصور الطائر اللاحم والذي منه انحدر عالم الطيور طوله 4م وطول جناحيه 4م أيضاً، وجميع الأبعاد المذكورة هي أبعاد حقيقة كما أظهرت الحفريات الجيولوجية في العالم، بالإضافة إلى مجسم للكرة الأرضية بقطر 220 سم مع خارطة تضاريسية لسوريا ثلاثية الأبعاد بمساحة 11 متر مربع.
- المتحف الداخلي: وتبلغ مساحته 130 متراً مربعاً.

ويحتوي على ثلاثة اركان:
1. ركن المستحاثات: ويحتوي على أكثر من 120 مستحاثة تمثل جميع المستحاثات الموجودة في سوريا. وتم وضعها ضمن صناديق خشبية نموذجية ذات واجهات زجاجية وتم وضع هوية لكل مستحاثة تتضمن اسم المستحاثة ومصدرها وعمرها.
2. ركن للمنيرالات (الفلزات): ويحتوي على أكثر من 80 منيرالاً تمثل جميع المنيرالات الموجودة في سوريا، وتم وضعها ضمن صناديق خشبية نموذجية ذات واجهات زجاجية وتم وضع هوية لكل منيرال تتضمن اسم المنيرال ومصدره وتركيبه.
3. ركن للمجسمات والخرائط ويتضمن مكتبة علمية جيولوجية تحتوي على أكثر من ألف مرجع باللغات العربية والإنكليزية والفرنسية والرومانية والعديد من مجسمات التكتونيك والعديد من المصورات والخرائط وأهمها أقدم خارطة جيولوجية لسوريا التي وضعها ديبورتيه عام 1945م.[6]

ويحتوي المتحف على ركن للمختبر لفحص العينات وقصها وعلى غرفة نوم للباحثين الزائرين مع دورة مياه ومطبخ وهاتف وانترنت بالإضافة إلى ركن للمحاضرات، وقد وضع العالم المتحف تحت تصرف جميع الباحثين والطلاب والمؤسسات التعليمية.
- المرصد الفلكي: وقد تم إلحاقه بالمتحف في صيف عام 2007م وهو يحتوي على 3 مقاريب قوة تقريبها على التوالي كما يلي: (30%و40%و60%) كما يحتوي المرصد أرشيف ضخم من الصور التي تم الحصول عليها عن طريق رصد الظواهر الفلكية.

## معلومات عامة حول المتحف
- تم إنفاق ما يقارب 150.000 دولار أمريكي منذ افتتاح المتحف عام 2002م حتى آخر التحديثات التي حصلت فيه عام 2008م.
- الدخول إلى المتحف مجاني منذ تم افتتاحه.
- واكب المتحف جميع الظواهر الفلكية التي شوهدت في سوريا منذ عام 2002 وحتى الآن.
- زار المتحف منذ افتتاحه حتى تموز من عام 2013 حوالي 37000 زائر [1] (علماء وباحثين، شخصيات سياسية، طلاب مدارس وجامعات، سياح عرب وأجانب، صحفيين وإعلاميين).[8]
- في أثناء فعاليات مهرجان الحرير تم تغطية فعاليات المتحف من قبل 72 وكالة إعلام محلية وعالمية.
- يقوم المتحف في كل عام بالإحتفال بيوم الجيولوجي السوري الذي يصادف 28 آذار من كل عام وذلك بعرض عينات جيولوجية نادرة تعرض لمرة واحدة في السنة: (عينات من مستحاثة ثلاثية الفصوص وهي أقدم مستحاثة على الأرض وفق تصنيفات علم الأحياء وهي منقرضة وأصلها من المغرب وعينة كهرمان عنبر تحتوي على عقرب باستحاثة كاملة عمرها نحو 80 مليون سنة مصدرها رومانيا وورقة غار منطبعة في صخر الجص عمرها بين 12.5 مليون سنة مصدرها قرية رويسة القسيس بمحافظة اللاذقية وعينة من منجم ذهب من إسبانيا).[9]
- يحتوي المتحف على جنين لديناصور حيث وبحسب تصريحات فواز الأزكي: هذا الجنين منطبع على صخور فيليسية من الزمن الكريتاسي أو الطباشيري، ويبدو أن بيضة الديناصور سقطت عند شاطئ البحر وانكسرت وفي داخلها الجنين ودخلت إليها الرسوبيات التالية فترك الجنين آثاره عليها، ولقد تم العثور على المستحاثة في قرية العامود في منطقة صلنفة في 6 آذار 2001م ويبلغ طولها 23سم وبعرض 11.5سم، ووجودها يدل بأن سوريا كانت موطناً أو معبراً للديناصورات خلال الدور الطباشيري بحسب استنتاجاته.[3]